# (4430) Govorukhin
(4430) Govorukhin (1978 SX6) – planetoida z pasa głównego asteroid okrążająca Słońce w ciągu 5,18 lat w średniej odległości 2,99 j.a. Odkryta 26 września 1978 roku.